# Судиславль
Судисла́вль (рос. Судиславль) — селище міського типу (з 1963 року), адміністративний центр Судиславльського району Костромської області Росії. Входив до Переліку історичних міст Росії 2002 року, але в новому Списку 2010 роки відсутній. У листопаді 2019 року включений в перелік історичних поселень регіонального значення, затверджений Костромською обласною Думою.
Утворює однойменне муніципальне утворення селище Судиславль зі статусом міського поселення як єдиний населений пункт у його складі.

## Географія
Судиславль знаходиться на річці Корба (притока Андоби, басейн Волги), за 50 км на північний схід від Костроми. Розташований на розвилці автомобільних доріг Кострома-Галич і Кострома-Мантурово. За 5 км від селища знаходиться однойменна залізнична станція (гілка Кострома-Галич).

## Історія

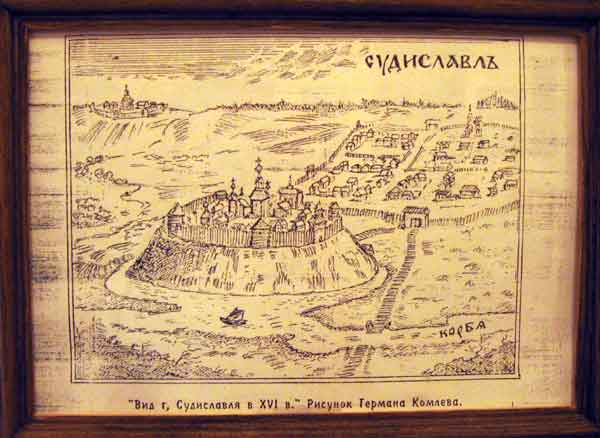
З гравюри XVI століття

Назву містечка дослідники майже одностайно пов'язують з ім'ям князя Судислава Володимировича, сина київського князя Володимира Святославича. Судиславль був північною фортецею на кордонах Давньоруської держави. В письмових джерелах Судиславль вперше згаданий в літописі Солігалицького-Воскресенського монастиря 1360 року як укріплений пункт. У 1550 році Судиславль згадується в Судебнику Івана Грозного.
У 1572 році в духівниці Івана Грозного Судиславль був відписаний його синові Федору.
Судиславський кремль (нині — Соборна Гора) був дерев'яним, оточений валом і ровом. Навколо простягалися непрохідні болота, з якими пов'язана легенда про Івана Сусаніна. Протягом XVII—XVIII століть Судиславль, втративши значення фортеці, продовжував розвиватися як торгове купецьке місто.
У місті розвивалися ремесла — ткацтво, шкіряне, столярне, гончарне. Судиславль був відомий як один із центрів торгівлі льоном та шкірою на півночі Русі, а також як надзвичайно грибне місце. В кінці літа значна частина населення міста і навколишніх сіл йшла на збір грибів, які потім продавалися на спеціальних «грибних ярмарках» перекупникам з Санкт-Петербургу, Москви та інших великих міст.
У XVIII—XIX століттях Судиславль був одним з великих центрів старообрядництва. Важливою фігурою для громади міста був Микола Андрійович Папулін — купець, власник полотняної фабрики і олійниці, який розбагатів на грибному промислі. Він відкрив в місті богадільню. Ще одним аспектом діяльності Папуліна було колекціонування ікон — він зібрав велику кількість ікон пензля Андрія Рубльова, строгановських іконописців, древніх поморів. У 1846 році в результаті доносу в Санкт-Петербург Папулін був заарештований, а потім засланий. Після цього посилилися гоніння на старообрядців, населення міста скоротилося і розквіт міста в цілому закінчився.
З 1719 року — місто, з 1778 року — заштатне місто Костромського повіту Костромської губернії. У XVIII столітті в околицях міста було збудовано велику кількість дворянських садиб, деякі з яких збереглися до наших днів.
У XX столітті Судиславль втратив свій міський статус і після 1925 року вважався сільським поселенням. Вигляд міста за радянських часів мало змінився — в колишніх садибах розмістилися різні держустанови (в садибі Третьякових — лікарня, а в будинку Папуліна — музична школа). Найзначніша втрата для міського ландшафту — знесені п'ятиглав'я і дзвіниця Успенського собору. Інтер'єр цього собору був також розорений. В ансамблі Соборної гори залишилися недоторканими шатрова дзвіниця, і внутрішнє оздоблення Преображенського собору.
З 1929 року Судиславль — районний центр Судиславського району, з 1963 року — селище міського типу.